# Eric Jacobson

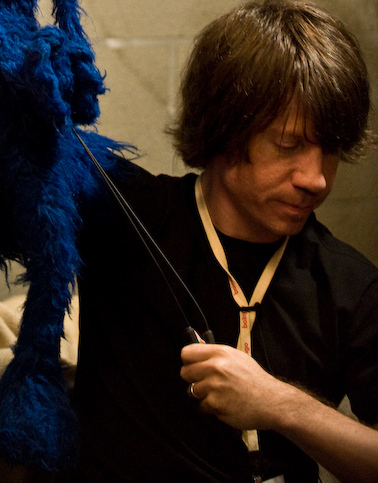

Eric Jacobson (Fort Worth, 1970) is een Amerikaans poppenspeler die veel werkt met Jim Hensons Muppets. Vanwege zijn talent en zijn stem – die gelijkenissen vertoont met het stemgeluid van Frank Oz – heeft Jacobson een groot aantal van diens personages overgenomen.
Jacobson heeft poppen gespeeld in Sesamstraat, Bruine Beer in het Blauwe Huis en verscheidene Muppet-films. Aangezien Frank Oz zich steeds meer op het regisseurswerk stortte, heeft Jacobson langzamerhand bijna al diens rollen op zich genomen. Personages die hij (gedeeltelijk) heeft overgenomen zijn Miss Piggy, Fozzie Beer, Animal, Sam the Eagle, Bert en Grover. Hij speelde soms ook Koekiemonster, maar Sesame Workshop heeft deze pop inmiddels toegewezen aan David Rudman, zodat er meer interactie kan plaatsvinden tussen Bert/Grover en Koekiemonster. Daarnaast speelt Jacobson bij gelegenheid Henk Glimlach, een personage dat voorheen door Muppet-bedenker Jim Henson werd gespeeld.
Eric Jacobson woont in New York met zijn vrouw Mary en hond Emmy.